# David Smith (homme politique)
Pour les articles homonymes, voir David Smith.
David William Smith est un homme politique britannique, membre du Parti travailliste. Il est député pour le North Northumberland (en) depuis 2024.
Smith est le directeur général de l'association caritative Oasis Community Housing, dont le siège est à Gateshead, pour les sans-abri. Il a battu l'ancienne ministre du cabinet Anne-Marie Trevelyan.